# Sosnovka (assentament rural de Sosnovka)
|  | Per a altres significats, vegeu «Sosnovka». |

Sosnovka (en rus: Сосновка) és un poble del krai de Perm, a Rússia, pertany a l'assentament rural de Sosnovka. El 2010 tenia 215 habitants.